# Berdiaouch
Berdiaouch (Бердя́уш) est une commune urbaine en Russie située dans l'Oural du Sud. Elle se trouve dans le raïon de Satka de l'oblast de Tcheliabinsk; c'est le centre administratif de la municipalité du même nom.
Elle s'étend à l'ouest de l'oblast, à 33 km à l'ouest de Zlatooust, au bord de la rivière Bolchoï Berdiaouch.

## Histoire

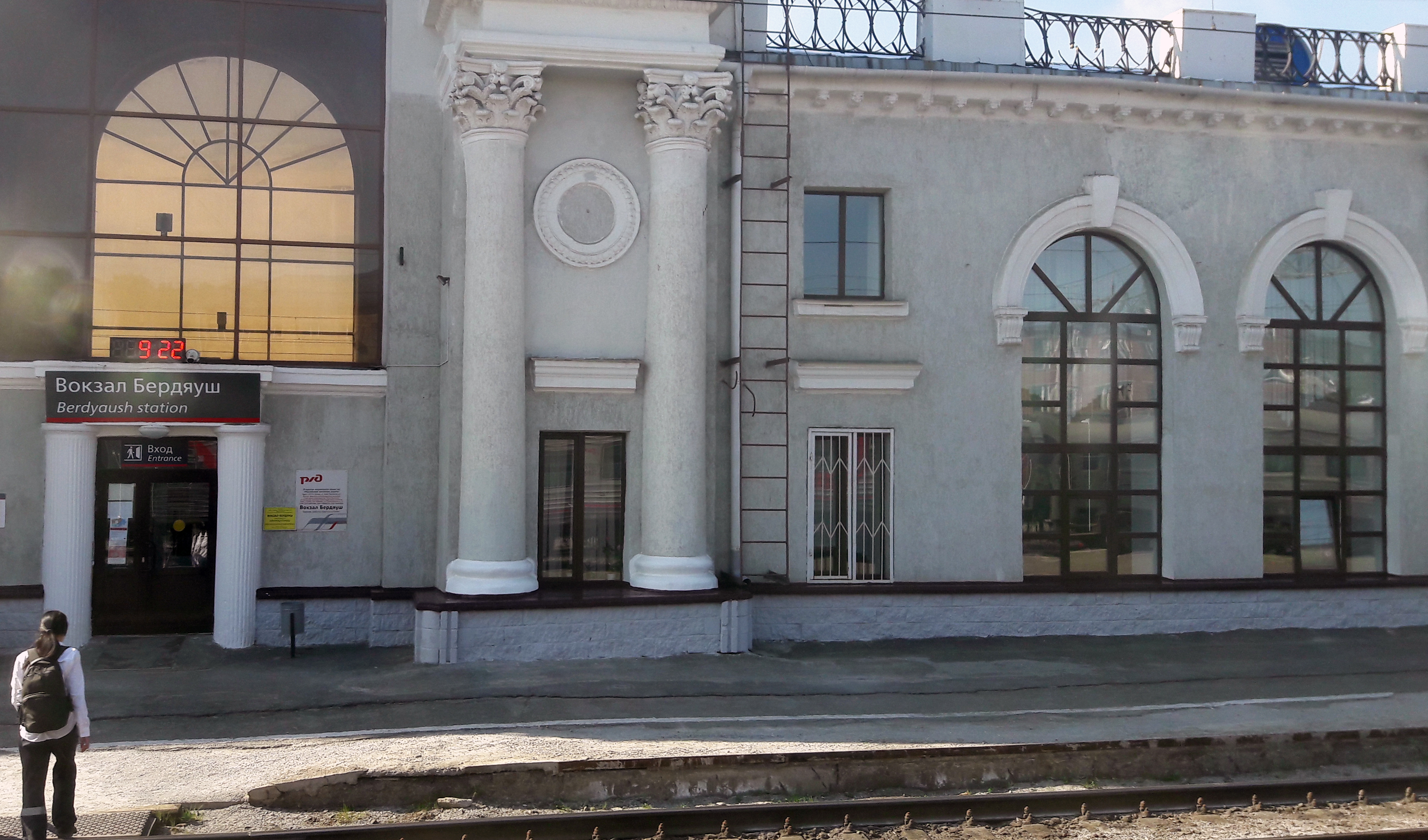
Gare de Berdiaouch en 2021.

Le village est fondé en 1890 pour les ouvriers construisant la ligne de chemin de fer Oufa-Zlatooust du chemin de fer de Samara-Zlatooust. Les travaux sont dirigés par Nikolaï Garine-Mikhaïlovski. Le chemin de fer de l'Oural de l'Ouest est construit en 1916.
Le chemin de fer a toujours eu une influence décisive sur la vie du village. Pendant la guerre civile, la gare de Berdiaouch était d'une importance tactique significative, car elle était située à la jonction des chemins de fer Samara-Zlatooust et de l'Oural de l'Ouest. En mai 1918, l'Armée rouge y installa le quartier général intermédiaire du front Zlatooust-Tcheliabinsk. La gare est prise par les Blancs un mois plus tard et la région est sous leur autorité pendant une année, jusqu'à ce que le 12 juin 1919 la brigade de cavalerie commandée par Ivan Kachirine ne les en chasse.
Bardiaouch obtient le statut de commune urbaine en 1928.
Pendant la Grande Guerre patriotique, les cheminots de Berdiaouch travaillent selon des rythmes stakhanovistes, car des trains de marchandises et des trains militaires proviennent par la gare de toute la Sibérie, de l'Extrême-Orient russe et de la RSS kazakhe, pour les acheminer vers l'ouest.
Après la guerre, le bourg connaît un fort développement: la population augmente, l'on construit de nouvelles rues. En 1950, il y avait environ 10 050 habitants. Dans les années 1970, la population chute drastiquement et continuellement jusqu'à aujourd'hui.
Une première gare est construite en 1905 et en 1950, la gare actuelle. Elle se trouve entre les voies, comme pour la ligne Nicolas qui relie Saint-Pétersbourg à Moscou. La gare a été plusieurs fois remaniée. Aujourd'hui l'endroit est un des nœuds ferroviaires les plus importants du chemin de fer de l'Oural du Sud.

## Toponymie
Le nom du village et de la gare provient de la rivière Berdiaouch (Bolchoï Berdiaouch), affluent de la Bolchaïa Satka. Les historiens ne s'accordent pas sur la signification de ce nom. Il semblerait que ce nom proviendrait des langues turques, don de Dieu. En langue bachkire, il existe le mot berdjé («бәрҙе») pour Thymallus arcticus, poisson vivant dans les eaux pures des rivières montagneuses de l'Oural, surnommé le « saumon de l'Oural ».

## Population
Recensements (*) ou estimations de la population
| 1959   | 1970* | 1979* | 1989* |
| ------ | ----- | ----- | ----- |
| 11 186 | 9 133 | 7 792 | 6 530 |

| 2002* | 2006  | 2010* | 2012  |
| ----- | ----- | ----- | ----- |
| 5 672 | 5 354 | 5 304 | 5 223 |

| 2013  | 2016  | 2019  | 2021  |
| ----- | ----- | ----- | ----- |
| 5 155 | 5 017 | 4 803 | 3 909 |

## Économie
La gare de Berdiaouch est le nœud ferroviaire le plus important en direction de Tcheliabinsk, Oufa, Droujinino, Bakal. Une usine de pierres concassées et une boulangerie industrielle sont aussi en activité.

## Lieux à voir
Le bourg dispose d'un centre culturel et de loisir et d'une bibliothèque publique. L'église Saint-Nicolas, construite en bois en 1911, est pittoresque.